# Rund um Frankfurt
Das Straßenradrennen Rund um Frankfurt war ein Wettbewerb im Straßenradsport in Deutschland und wurde als Eintagesrennen von 1907 bis 1993 ausgetragen.

## Geschichte
Rund um Frankfurt wurde 1907 begründet und bis 1914 als Rennen für Berufsfahrer veranstaltet. Der Erste Weltkrieg unterbrach die Tradition des Rennens. Bis zum Ausbruch des Zweiten Weltkrieges fand das Rennen in unregelmäßigen Abständen statt. In den 1930er Jahren begann die Tradition des Rennens für Amateure. Die Rennen für Berufssportler fanden nach dem Zweiten Weltkrieg nicht mehr in jedem Jahr statt. In der Regel war das Amateurrennen das jeweils erste Sichtungsrennen der Saison für die Bildung der Nationalmannschaft des Bundes Deutscher Radfahrer und wurde häufig eine Woche vor dem Rennen Rund um den Henninger Turm veranstaltet. 1993 fand das letzte Rund um Frankfurt statt. Der Kurs führte traditionell in allen Jahren rund um die Stadt Frankfurt am Main durch den Taunus. Zu den besonderen Schwierigkeiten gehörte der Mammolsheiner Berg, der häufig mehrfach im Rennen zu überqueren war. 1970 hatte das Rennen seine 50. Auflage.

## Palmarès
- 1907  Trost (P)
- 1908  Herty (P)
- 1909  Johann Hohe (P) und Hans Ludwig (P)
- 1910  Heini Hartmann (P)
- 1911  Zeber (P)
- 1912   Bernhard Zimmermann (P)
- 1913  Johann Seibert (P)
- 1914  Karl Meckel (P)
- 1915–1919 nicht ausgetragen
- 1920  Adam Sachs (A)
- 1921  Paul Koch (P)
- 1922  Richard Schenkel (P)
- 1923  Oskar Michael (P)
- 1924  Paul Kohl (P)
- 1925  Karl Pfister (P)
- 1926  Heiri Suter (P)
- 1927  Pietro Linari (P)
- 1928  Alfred Ebeling (P)
- 1929
- 1930
- 1931–1933 nicht ausgetragen
- 1934  Otto Weckerling (P)
- 1935
- 1936  Otto Schenk (A)
- 1936   Otto Weckerling (P)
- 1937  Bruno Roth (P)
- 1938  Fritz Scheller (P)
- 1939  Erich Bautz (P)
- 1940–1946 nicht ausgetragen
- 1947  Heinz Jakobi (A)
- 1948  Heinrich Rühl (A)
- 1949  Karl Weimer (P)
- 1950
- 1951  Horst Holzmann (A)
- 1952
- 1953
- 1954  Edi Ziegler (A)
- 1955
- 1956  Valentin Petry (P)
- 1956  Klaus Bugdahl (A)
- 1957
- 1958
- 1959  Otto Altweck (P)
- 1960
- 1961
- 1962
- 1963
- 1964  Jürgen Goletz (A)
- 1965
- 1966
- 1967  Jürgen Tschan (A)
- 1968
- 1969  Jörg Haller (A)
- 1970  Erwin Derlick (A)
- 1971
- 1972  Jürgen Kraft (A)
- 1973
- 1974
- 1975
- 1976  Roger Poulain (A)
- 1977  Dieter Flögel (A)
- 1978  Peter Becker (A)
- 1979
- 1980
- 1981  Thomas Freienstein (A)
- 1981  Dietrich Thurau (P)
- 1982  Rolf Gölz (A)
- 1982  Danny Clark (P)
- 1983
- 1984
- 1985  Roland Günther (A)
- 1986  Jörg Echtermann (A)
- 1987  Michael Schenk (A)
- 1988
- 1989
- 1990  Andreas Walzer
- 1991  Thorsten Wilhelms (A)
- 1992 nicht ausgetragen
- 1993  Enrico Poitschke

 P= Profis; A= Amateure 